# Enrico Bertaggia
Enrico Bertaggia (născut la data de 19 septembrie 1964, în Noale, Veneția, Italia) este un fost pilot care a evoluat în Campionatul Mondial de Formula 1 în sezonul 1989 și 1992, nereușind însă să se califice pentru startul niciunei curse.

## Cariera în Formula 1
| Sezon | Echipă              | Puncte | Loc clasament general |
| ----- | ------------------- | ------ | --------------------- |
| 1989  | Coloni SpA          | 0      | -                     |
| 1992  | Andrea Moda Formula | 0      | -                     |